# Aaley (distrikt)
Aaley (arabiska: قضاء عاليه) är ett distrikt i Libanon. Det ligger i guvernementet Libanonberget, i den centrala delen av landet, 16 kilometer sydost om huvudstaden Beirut.
Omgivningarna runt Aaley är i huvudsak ett öppet busklandskap. Runt Aaley är det tätbefolkat, med 343 invånare per kvadratkilometer.